# Tuttul
Koordinaten: 35° 57′ N, 39° 3′ O
Tuttul, auch Tultul, arabisch Tell Bi'a; ist ein Siedlungshügel am Euphrat im Osten von Syrien. Die Blütezeit der bedeutenden antiken Stadt im ehemaligen Nordmesopotamien dauerte von der zweiten Hälfte des 3. Jahrtausends bis zum 17. Jahrhundert v. Chr., als sie zuletzt während des altbabylonischen Reiches unter der Vorherrschaft von Mari stand.

## Lage
Der Siedlungshügel von Tuttul liegt zwei Kilometer östlich der während der Abbasiden-Zeit befestigten Altstadt von ar-Raqqa nahe an der Einmündung des Belich in den Euphrat auf einer Flussterrasse. Er ist heute vom Euphrat drei Kilometer und vom Belich 2,5 Kilometer entfernt. Die Euphrataue innerhalb des an dieser Stelle fünf bis sechs Kilometer breiten Euphrattals liegt auf 240 bis 242 Meter Höhe. Von dieser ist Tuttul durch eine wenige Meter tiefere Senke (Senke von Mišlab), die nach den Winterregen mit Wasser gefüllt ist, und durch eine leichte Geländeerhöhung von 248 Metern Höhe getrennt. Am Fuß des Siedlungshügels werden 246 Meter gemessen, seine höchste Erhebung beträgt 266 Meter. Das am Unterlauf ein Kilometer breite und 20 Meter tief in die Ebene eingeschnittene Flussbett des Belich weitet sich wenig nördlich der antiken Stadt auf vier Kilometer. Der Belich floss zur damaligen Zeit bis zur Einmündung mehrere Kilometer parallel entlang des Euphrats flussab. Heute ist der Nebenfluss begradigt und wird auf direktem Weg in den Euphrat gelenkt.
Die Siedlungen der antiken Zeit um Tell Bi'a befanden sich zum Schutz vor Überflutungen auf mindestens 15 Meter hohen Terrassen. Die Felder wurden überwiegend oder ausschließlich aus dem Belich bewässert, da der Euphrat seit der frühesten Siedlungszeit südlich der Senke von Mišlab vorbeifloss. Dies geht auch aus Keilschrift-Texten hervor. In einem Schreiben aus dem Anfang des 2. Jahrtausends an den assyrischen König Šamši-Adad I. beschweren sich  Einwohner Tuttuls, dass von dem am Oberlauf des Belich gelegenen Ort Zalpah (wohl identisch mit Tell Hammam al-Turkaman) zu viel Flusswasser entnommen worden sei, das nun für die eigene Feldbewässerung fehle. Die Umgebung bot gute Bedingungen für den Anbau von Gerste, Weizen und Sesam. In Texten, die in Mari gefunden wurden, ist darüber hinaus Viehzucht und Holzgewinnung für den Bootsbau in den Wäldern der Euphratauen belegt.
Tuttul lag damals so wenig wie heute am Belich. Dennoch dürfte es für den größten Ort am Unterlauf des Belich eine Schifffahrtsverbindung zum Euphrat oder einen Hafenplatz am Flussufer gegeben haben. An der steilen Böschung am Nordrand des Hügels mit einem Höhenunterschied von 35 bis 40 Meter ließ sich eine künstliche Rinne erkennen, die 4 Meter unter das heutige Niveau hinabreicht und früher mit stehendem Grundwasser gefüllt war. Ihre Funktion ist unklar.
Die Stadt besaß strategische Bedeutung an einer Kreuzung zweier Verkehrsverbindungen. Eine Route vom südöstlich gelegenen Mari führte über Tuttul euphrataufwärts über Emar und weiter nach Westen bis Haleb oder nordwärts nach Karkemiš. Nach Südwesten zweigte eine Straße nach Qatna ab, nach Norden führte entlang des Belich eine Route 29 Kilometer weit (eine Tagesreise) bis Tell es-Seman, dann über Subat-Samas am Oberlauf des Flusses und weiter bis ins obere Chabur-Tal.

## Geschichte
Die Siedlungsgeschichte im Mündungsdreieck der beiden Flüsse verläuft über die Etappen von vier Stadtgründungen in wenigen Kilometern Entfernung voneinander. Der älteste Ort war Tell Zaidan, einer von drei bis zu 10 Hektar großen Siedlungshügeln von insgesamt 14 Siedlungen im Belich-Tal, die ansonsten weniger als ein bis vier Hektar groß waren. Tell Zaidan liegt etwa fünf Kilometer östlich von Tuttul am Rand des Belich-Tals und war während der Halaf-Zeit (um 6000 bis 5300 v. Chr., benannt nach Tell Halaf) und der Obed-Zeit (5900–4300) besiedelt. 
Die ältesten Siedlungsspuren auf dem Tell Bi'a stammen aus der Mitte des 4. Jahrtausends (Uruk-Zeit). Die nächste Stadtgründung war das seleukidische Nikephorion um 300 v. Chr. zwei Kilometer südlich von Tell Bi'a am damaligen Euphratufer. Zur römischen Zeit hieß der Ort Callinicum (Kallinikos), unter dem römischen Kaiser Justinian wurde er im 6. Jahrhundert n. Chr. neu befestigt. Seine Lage entspricht dem heutigen Dorf oder Stadtteil Mišlab. Das heutige ar-Raqqa hat seinen Stadtkern zwei Kilometer westlich an der Stelle einer abbasidischen Neugründung am Anfang des 8. Jahrhunderts.

### 3. Jahrtausend
Die spärlichen Funde aus der Uruk-Zeit lassen weder auf die Dauer, noch auf die Größe der Siedlung Rückschlüsse zu. Die ersten Siedlungsschichten stammen aus der frühen Bronzezeit nach der Mitte des 3. Jahrtausends. Am westlichen Südhang des Zentralhügels ließen sich mindestens fünf über- und teilweise nebeneinanderliegende Bauphasen mit Wohngebäuden, öffentlichen Bauten und sechs oberirdischen Lehmziegelgräbern aus dieser Zeit unterscheiden. Die Gräber sind vergleichbar mit den Königsgräbern von Ur und waren für lokale Herrscher angelegt.
König Sargon von Akkad (um 2300 v. Chr.) soll laut Inschriften im dritten und elften Regierungsjahr von seinem südmesopotamischen Reich euphrataufwärts über Tuttul bis zu den „Zedernbergen“ (Nurgebirge) und „Silberbergen“ (Taurusgebirge) vorgedrungen sein. Die namentliche Erwähnung von Zedern und Silber verweist auf den wirtschaftlichen Charakter dieser Legende. An Holz und Metallen fehlte es den  Sumern. Sargon habe in Tuttul zu Dagān gebetet, worauf der Gott ihm diese Gebiete (das „obere Land“) einschließlich Mari, Tuttul, Jarmuti und Ebla gegeben habe. Sein Enkel Naram-Sin will ebenfalls die „Zedernberge“ erreicht haben; bei dem von ihm erwähnten Tuttul könnte es sich auch um ein anderes Tuttul (Hit) im heutigen nördlichen Irak handeln.
In der folgenden Ur-III-Zeit (2112–2004) wurde Tuttul nur gelegentlich in historischen Texten erwähnt und muss von geringerer Bedeutung gewesen sein. Im Gegensatz zu Sargon und Naram-Sin orientierten sich nun die sumerischen Herrscher mit ihrer militärischen Macht überwiegend Richtung Osten. Dennoch gab es politische Kontrakte nach Westen in Form von Heiratsverbindungen; erwähnt werden neben anderen Orten Mari, Ebla, Shimanum (Nordirak oder Osttürkei), Urkeš und Habua Kabira (Tell Qannas, euphrataufwärts von Tuttul). In Wirtschaftstexten des Amar-Suena (reg. 2046–2039) wird ein als En-Si bezeichneter Herrscher von Tuttul mit dem Namen Jašši-Lim genannt.

### Hauptgott Dagān
Tuttul ist am besten bekannt während der altbabylonischen Zeit ab der ersten Hälfte des 2. Jahrtausends v. Chr. als Hauptkultort des altsyrischen Wettergottes Dagān. Neben Terqa (Tell Ashara am Euphrat, 80 Kilometer westlich der irakischen Grenze) wurde in Tuttul der „Vater der Götter“ des nordmesopotamisch-syrischen Pantheons verehrt. Derselbe Titel war für den südmesopotamischen Hauptgott Enlil reserviert. Herrscher entfernter Kleinstaaten kamen nach Tuttul, um an Kultfesten teilzunehmen. Über die aus Babylon bekannte Kultpraxis der Götterreise, die Prozession eines Götterbildes meist auf dem Fluss, wird auch aus Tuttul berichtet. Die Kultstatue des „Dagan von Tuttul“ reiste euphrataufwärts nach Emar und zu einigen anderen Orten, aber wohl nicht abwärts nach Mari. In zwei Keilschrifttexten aus Ugarit wird der in dem Kleinstaat am Mittelmeer ebenfalls verehrte Dagan mit Tuttul zusammen erwähnt.
In Archiven des von Sargon oder Naram-Sin zerstörten Palastes G in Ebla wird „Tuttul“ über hundertmal erwähnt, häufig im Zusammenhang mit Dagan, dem „Herrn von Tuttul“, der auch in Ebla verehrt wurde. Weltliche Herrscher von Tuttul werden hier nicht genannt, vermutlich weil die Stadt zu der Zeit unter dem Einfluss von Mari stand.
Die ungefähre Lage von Tuttul geht aus zwei altbabylonischen Itineraren und einem lexikalischen Text hervor. Nach Briefen aus Mari muss der Ort sowohl am Belich, als auch am Euphrat gelegen haben. Ferner wird die Lage in den genannten Texten aus Ebla und in mythologischen Erzählungen aus der hethitischen Hauptstadt Ḫattuša erkennbar, wo Dagan dem hurritischen Gott Kumarbi gleichgestellt wird.

### Oberherrschaft von Mari

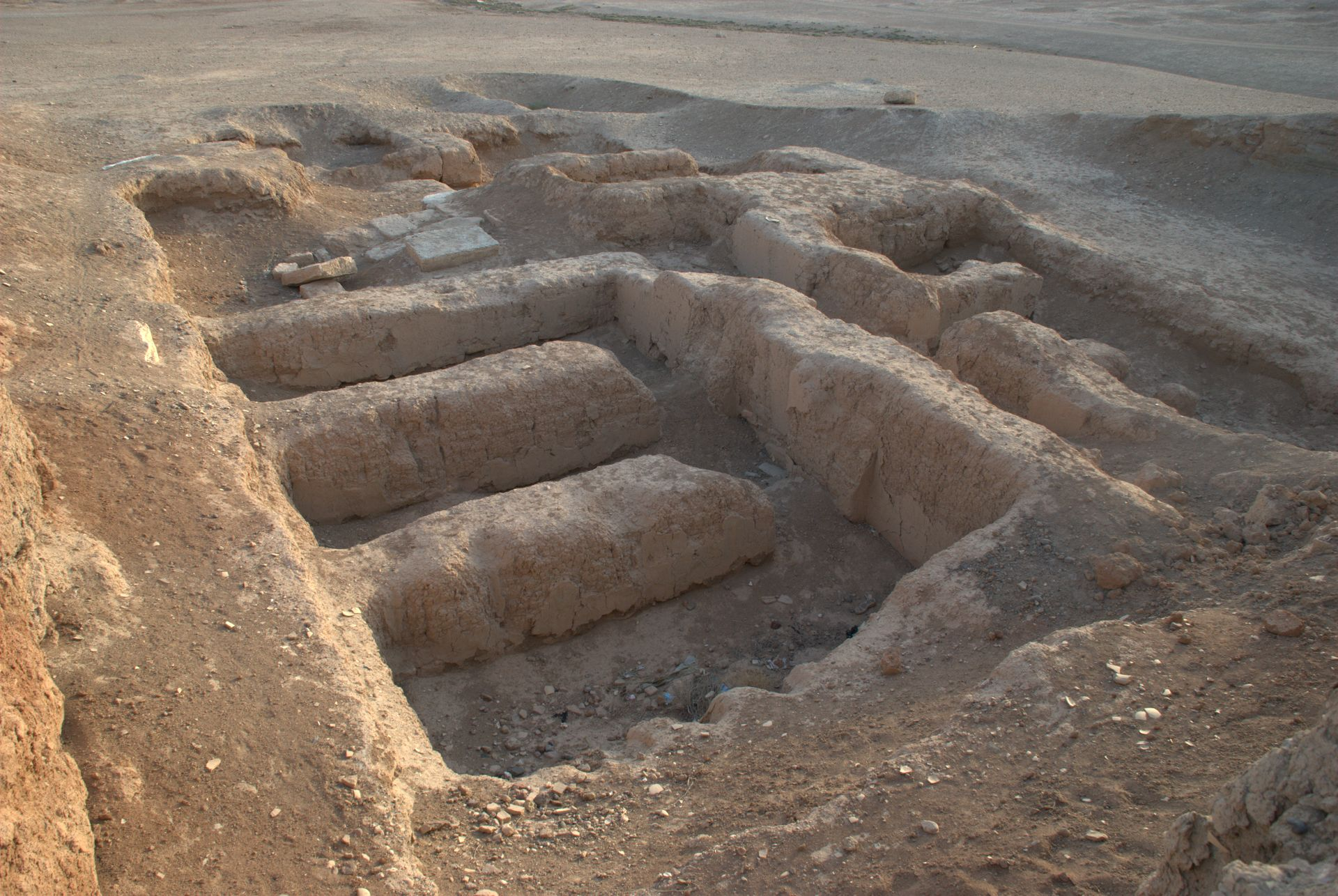
Herrschergräber am Südrand des Zentralhügels E (3. Jahrtausend v. Chr.)

Die bis dahin unabhängige Stadt geriet kurz nach 1800 v. Chr. wie das gesamte Euphrattal einschließlich Mari in den Einflussbereich des assyrischen Königs Šamši-Adad I. König Jaḫdun-Lim von Mari (1751–1735) erwähnt einen „König von Tuttul und dem Land der Arwānum“, dessen Name Ba'lu-Kullim aus Quellen von Tuttul nicht hervorgeht. Die Stadt unterstand dem jüngeren Sohn Šamši-Adads I., Jasmah-Adad (1732–1714), dem assyrischen Herrscher mit Sitz in Mari während des altassyrischen Reiches. Durch Briefe aus seiner Regierungszeit (Mari-Briefe) sind die Namen einiger Statthalter aus dem Verwaltungszentrum Tuttul bekannt. Darin werden auch Tributzahlungen an Mari erwähnt. Anschließend erhielt Tuttul seine Unabhängigkeit zurück. Jasmah Addad, sein Vater Šamši-Adad I. und Zimri-Lim dürften mehrfach nach Tuttul gereist sein. Der König führte entsprechend seinem Vorgänger wieder den Titel „Zimri Lim, König von Mari, (Tuttul) und dem Land (Hana)“. Die Herrschaft von Šamši-Adad und Jasmah Addad ist laut Eponymenlisten belegt. In zwei Texten wird ein ansonsten unbekannter Jahresname genannt: „das Jahr, in dem Zimri-Lim bzw. Zikri-Lim Tuttul betrat.“ Damit könnte das Jahr der Rückeroberung der Gebiete westlich von Mari gemeint sein. Möglicherweise hat Zimri-Lim den Palast von Tuttul in seinem zweiten Regierungsjahr zerstört (1714 nach der kurzen Chronologie). Einen archäologischen Nachweis für die Anwesenheit Zimri-Lims in Tuttul gibt es nicht. Aus Tuttul sind praktisch keine altbabylonischen Texte mehr bekannt, die nach 1700 v. Chr. datiert sind. Der Niedergang der Stadt begann mit der Regierungszeit Zimri-Lims.
Die Bedeutung während der Blütezeit von Tuttul erklärt sich durch die Grenzsituation zwischen den Reichen Jamchad, Qatna, Karkemiš und Mari. Entlang der Euphratroute durch Tuttul führten die Handelskontakte der Mari-Herrscher Šamši-Adad und Zimri-Lim zur größten Regionalmacht im Westen Jamchad, und über Qatna ans Mittelmeer, von wo Schiffe nach Palästina fuhren. Die wechselnden Abhängigkeiten und Feindschaften endeten für Tuttul und andere Städte der Region nach der Eroberung durch die Hethiter im 16. Jahrhundert v. Chr., die Handelsbeziehungen gingen verloren. Im zentralen Hügel E wurden spätbronzezeitliche Schichten (nach der Mitte des 2. Jahrtausends) durch einen Geländeschnitt sichtbar gemacht. Aus mittel- und neuassyrischer Zeit sind keine Keramikfunde aufgetaucht.

### Ab der römischen Zeit

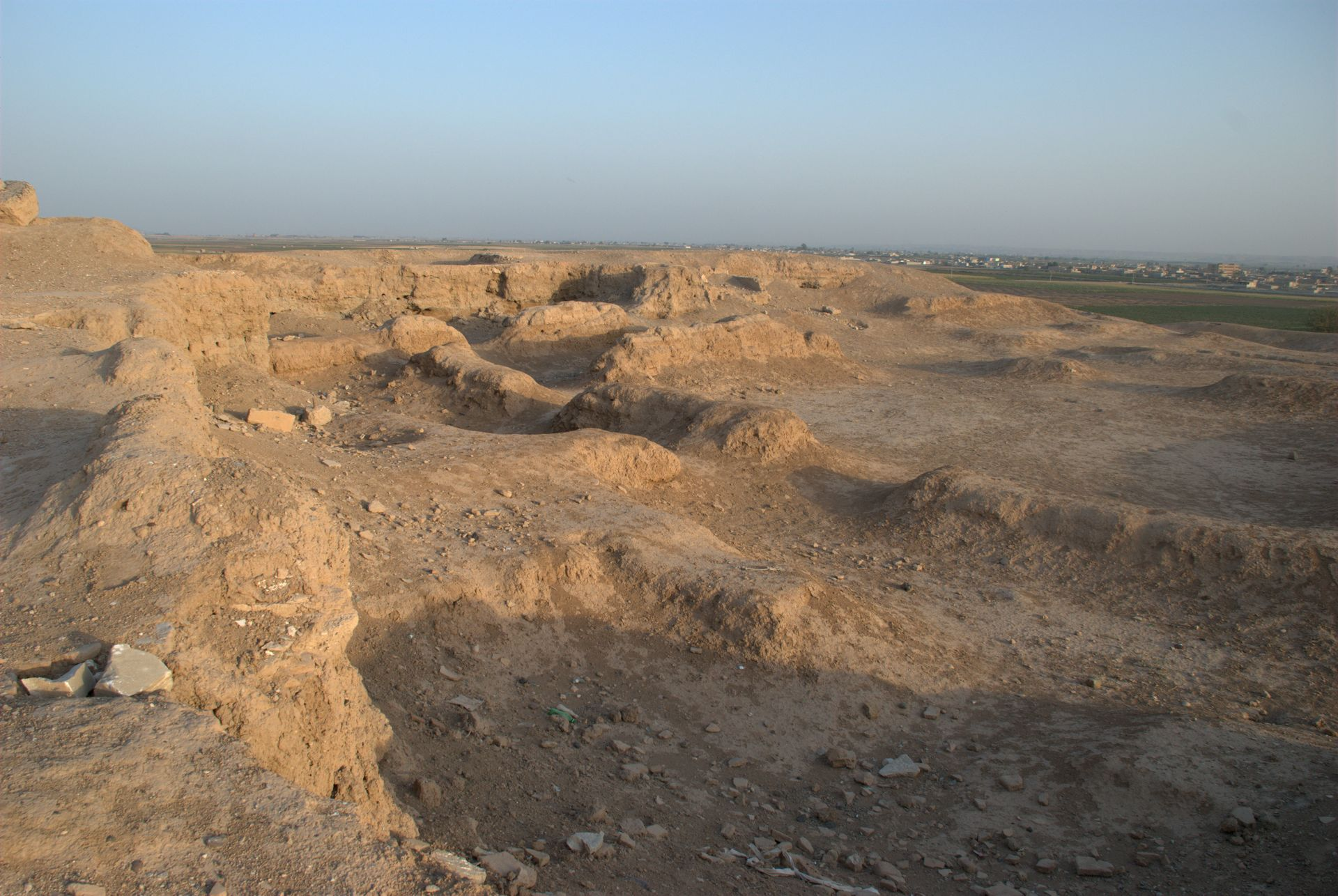
Zentraler Hügel E nach Osten. Bereich Palast und Kloster

In spätrömischer (etwa ab dem 3. Jahrhundert n. Chr.) und frühislamischer Zeit wurde der westliche Teil des Siedlungshügels (besonders der Hügel B) als Friedhof benutzt. Möglicherweise gab es am Fuß des Hügels im Südosten ein römisches Kastell, das bisher noch nicht untersucht wurde. Anfang des 6. Jahrhunderts wurde auf dem zentralen Siedlungshügel über dem Palast ein Kloster erbaut, von dem der Name Tell Bi'a („Kirchenhügel“) herrührt. Auf zwei von drei Mosaikfußböden kamen Inschriften mit den Jahreszahlen 509 und 595 zum Vorschein. Das Kloster wird mit dem aus Textquellen bekannten Zacchäus-Kloster (Mar Zakkay) identifiziert. Es stand in Beziehung zur südlich gelegenen Stadt Callinicum und soll bis in die abbasidische Zeit bewohnt gewesen sein. Zahlreiche, in den Fußböden des Klosters gefundene Münzen geben weiteren Aufschluss über seine Geschichte.

## Forschungsgeschichte
Die archäologischen Untersuchungen unter französischer Leitung um ar-Raqqa am Anfang des 20. Jahrhunderts beschäftigten sich nicht mit dem Tell Bi'a, sondern mit den Resten aus der frühen arabischen Zeit und nach der Mitte des Jahrhunderts unter syrischer Leitung mit deren Restaurierung. Georges Dossin identifizierte 1954 das in Keilschrifttexten von Mari erwähnte Tuttul mit Tell Bi'a. Der Siedlungshügel war bereits in der Antike geplündert und wegen der Stadtnähe im 20. Jahrhundert besonders im Bereich des antiken Friedhofs von Raubgräbern aufgesucht worden, bevor im Sommer 1980 die ersten Oberflächenuntersuchungen durch die Deutsche Orient-Gesellschaft unter der Leitung von Eva Strommenger begannen. Bis zum vorläufigen Ende 1995 wurden, finanziert von der Deutschen Forschungsgemeinschaft, in 12 Kampagnen die wesentlichen Siedlungsschichten in ausgewählten Bereichen freigelegt. 1992 fand man auch auf Schrifttafeln von Tell Bi'a den Namen Tuttul.

## Stadtbild

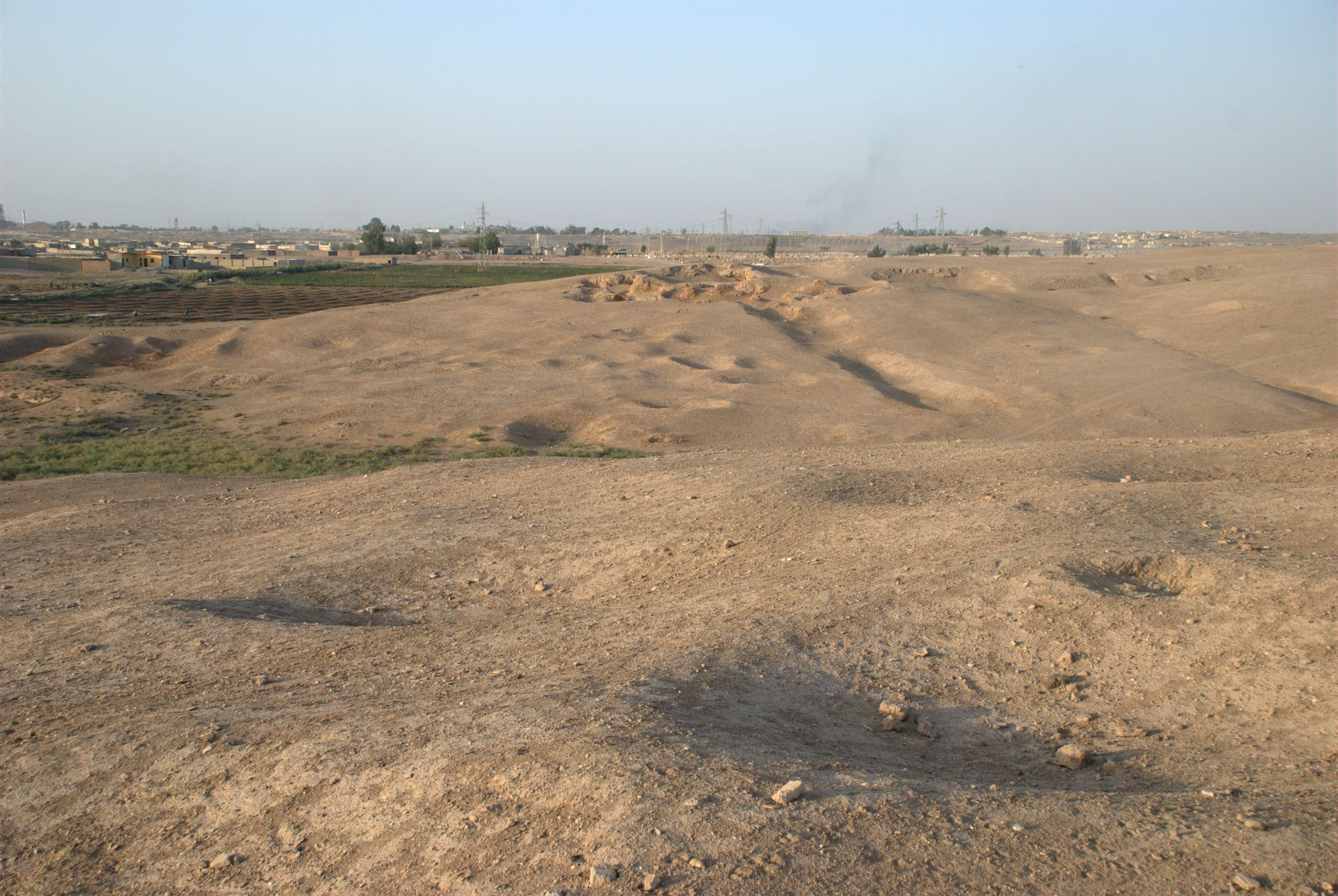
Südwestecke des Tells nach Norden. Hügel B. Die antiken Schichten sind teilweise durch einen frühislamischen Friedhof gestört. Trichterlöcher durch Raubgräber

Der Siedlungshügel hat eine Größe von 35 bis 40 Hektar und misst bei einer etwa halbkreisförmigen Ausdehnung mit der geraden Seite im Süden in ost-westlicher Richtung 750 Meter und von Norden nach Süden 650 Meter. Eine am Rand verlaufende Hügelkette lässt die Lage der ehemaligen Umfassungsmauer erkennen. Die Stadtmauer bestand aus Lehmziegeln und maß einschließlich an der Innenseite vorkragender Pfeiler 6–6,3 Meter. Besser erhalten als die Mauer selbst ist an der südlichen Außenseite ein vorgelagertes Glacis aus Stampflehm. Dort wurde 16 Meter außerhalb eine kleinere und später entstandene Vormauer erkannt, die ungefähr 2 Meter breit war. Ihr Verlauf wurde auf 25 Meter Länge verfolgt. Die 20 × 20 Meter großen Torgebäude im Süden und Westen bestanden teilweise aus Steinen. Ihre beidseitig lehmverputzten Wände ragten 12 Meter nach außen hervor. Die Lage der Stadtmauer im Norden wurde nur durch eine schmale Sondage ermittelt.
Die altbabylonischen Schichten liegen an vielen Stellen nur wenig unter dem heutigen Bodenniveau, weshalb die Struktur der Stadt bereits vor den Ausgrabungen in verschiedenen Geländeerhebungen erkennbar wurde. Höchster Punkt des Tells ist der zentrale Hügel E, der sich bis zu 12 Meter über das Gelände der Wohnstadt erhebt. Hier befand sich der erste Palast aus der zweiten Hälfte des 3. Jahrtausends und der darüber errichtete Palast A (Junger Palast) aus altbabylonischer Zeit. Die lange Umbaugeschichte dieser Gebäude endete mit Jashmah Adad im 18. Jahrhundert v. Chr. Neben repräsentativen Aufgaben hatte der Palast A auch wirtschaftliche Funktionen, wie mehrere Öfen zeigen, die in einem großen Hof eingebaut waren, der zuvor ein Hauptraum (Raum Q) gewesen war. Die Asche der Öfen fand sich mit anderen Abfällen vermengt in einer Grube in der Mitte des Hofes, zusammen mit einer großen Zahl von Tontafeln und Siegelabrollungen. Die meisten Siegel waren mit Handelsgütern von auswärts in die Stadt gekommen oder stammten von Einwohnern Tuttuls, die private Siegel verwenden durften. Nur wenige Siegel waren offiziell angebracht worden.
Ein 1980 zunächst auf einer Länge von 60 Metern angelegter und später verlängerter Ost-West-Schnitt durch den Hügel E zeigte unterhalb des byzantinischen Klosters zwei bis drei halbmeterdicke Schichten aus der Mittel- und Spätbronzezeit, die von den byzantinischen Resten durch eine 10 bis 15 Zentimeter dicke Erdschicht getrennt sind. Bei den mit E 1 bis E 9 bezeichneten Gebäudestrukturen handelt es sich überwiegend um „Mittelsaalhäuser“, deren langrechteckiger Zentralraum auf beiden Seiten von kleineren Kammern umgeben ist. Die Haupträume von E 1 und E 2 sind etwa 12 Meter lang und 5 Meter breit. Diese Breite konnte gerade noch mit Holzbalken als Dachkonstruktion überdeckt werden. Nordöstlich des Palastes A lag eine weitere Häusergruppe (E10).
Solide gebaute Häuser wurden im Hügel B im Westen des Tells freigelegt, einem besonders von Raubgrabungen betroffenen Bereich. Dort hatte zum Beispiel die Anlage B 6 der ersten Schicht dicht unter der heutigen Oberfläche eine Fläche von 475 Quadratmetern. Von dem unregelmäßigen Grundriss wurde nur auf einigen Metern die Lage der äußeren Begrenzung bestimmt. Noch weniger Klarheit besteht über die geringen Häuserreste im Hügel C weiter nordwestlich. Ältere Schichten (2 und 3) im Hügel B aus dem Anfang des 2. Jahrtausends weisen eine dichte Wohnbebauung auf. Teilweise sind die Schichten durch einen arabischen Friedhof gestört.
Der Hügel C im Westen nahe der Stadtmauer enthält die Reste eines mittelgroßen, einräumigen Antentempels – eine im 3. und 2. Jahrtausend in Syrien häufig anzutreffende Bauform – auf der höchsten Erhebung inmitten eines Wohngebietes. Der Eingang lag im Osten. Von den Wänden war bei der Ausgrabung praktisch nichts mehr vorhanden, der Grundriss wurde über das freigelegte Fundament erschlossen. Dessen Abmessungen betragen ohne die an der Eingangsseite vorkragenden Wandteile 19 × 13 Meter. Das Fundament bestand aus annähernd quadratischen Lehmziegeln (Kantenlänge 45 Zentimeter, 9–12 Zentimeter hoch). Es ist der älteste Antentempel, bei dem eine Kultnische nachweisbar ist.
Nach bisherigen Untersuchungen umfasste die byzantinische Klosteranlage 2500 Quadratmeter mit einer Kirche aus dem 6. Jahrhundert, deren Lehmziegelmauern bei der Freilegung bis zu einer Höhe von 80 Zentimetern erhalten waren.